# Lonatura catalina
Lonatura catalina är en insektsart som beskrevs av Henry Fairfield Osborn och Ball 1898. Lonatura catalina ingår i släktet Lonatura och familjen dvärgstritar. Inga underarter finns listade i Catalogue of Life.